# Giải vô địch bóng đá U-16 châu Á 1990
Giải vô địch bóng đá U-16 châu Á 1990 là phiên bản thứ tư của Giải vô địch bóng đá U-16 châu Á, được tổ chức bởi AFC và diễn ra hai năm 1 lần dành cho các đội U-16 của châu Á.

## Các đội tham dự
- Trung Quốc
- Ấn Độ
- Indonesia
- Jordan
- Hàn Quốc
- Qatar
- Ả Rập Xê Út
- UAE (chủ nhà)

## Vòng bảng
Các trận đấu diễn ra tại Dubai và Shariah, UAE từ ngày 19-29 tháng 10 năm 1990

### Bảng A
| Đội        | Đ | ST | T | H | B | BT | BB |
| ---------- | - | -- | - | - | - | -- | -- |
| UAE        | 5 | 3  | 2 | 1 | 0 | 8  | 1  |
| Trung Quốc | 5 | 3  | 2 | 1 | 0 | 6  | 1  |
| Ấn Độ      | 2 | 3  | 1 | 0 | 2 | 2  | 6  |
| Jordan     | 0 | 3  | 0 | 0 | 3 | 1  | 9  |

| UAE | 3 - 0 | Ấn Độ |

| Trung Quốc | 3 - 0 | Jordan |

| Trung Quốc | 3 - 1 | Ấn Độ |

| UAE | 5 - 1 | Jordan |

| Ấn Độ | 1 - 0 | Jordan |

| UAE | 0 - 0 | Trung Quốc |

### Bảng B
| Đội       | Đ | ST | T | H | B | BT | BB |
| --------- | - | -- | - | - | - | -- | -- |
| Qatar     | 3 | 2  | 1 | 1 | 0 | 3  | 0  |
| Indonesia | 2 | 2  | 0 | 2 | 0 | 1  | 1  |
| Hàn Quốc  | 1 | 2  | 0 | 1 | 1 | 1  | 4  |

| Hàn Quốc | 1 - 1 | Indonesia |

| Qatar | 3 - 0 | Hàn Quốc |

| Qatar | 0 - 0 | Indonesia |

## Vòng loại trực tiếp

### Bán kết
| UAE | 2 - 0 | Indonesia |

| Qatar | 1 - 0 | Trung Quốc |

### Tranh hạng ba
| Trung Quốc | 5 - 0 | Indonesia |

### Chung kết
| Qatar | 2 - 0 | UAE |

## Vô địch
| Giải vô địch bóng đá U-16 châu Á 1990 |
| ------------------------------------- |
| · Qatar · Lần đầu tiên                |

## Tham dựGiải vô địch bóng đá U-17 thế giới 1991
- Qatar
- UAE
- Trung Quốc